# Кипарисия
Кипариси́я (греч. Κυπαρισσία) — малый город в Греции. Расположен на высоте 53 метра над уровнем моря, на побережье залива Кипарисиакос Ионического моря у подножия горы Психро - части одноимённого горного хребта на юго-западной оконечности Пелопоннеса, в 199 километрах к юго-западу от Афин, в 46 километрах к северо-западу от Каламаты и в 39 километрах к северо-западу от аэропорта «Капитан-Василис-Констандакопулос». Административный центр общины (дима) Трифилии в периферийной единице Месинии в периферии Пелопоннес. Население 5131 житель по переписи 2011 года.
Расположен в 63 километрах к югу от Пиргоса, в 100 километрах к юго-западу от Триполиса и в 74 километрах к северу от Метони.
Национальная дорога 9 проходит через город.
Город делится на Палья-, или Пано-Кипарисия (Παλιά ή Πάνω Κυπαρισσία, Старый или Верхний город), где сохранились многие исторические здания и откуда открывается вид на Кипарисийский залив Ионического моря, и новый город на побережье — с регулярной планировкой, новыми домами и магазинами. В городе есть железнодорожная станция «Кипарисия» на линии Патры — Кипарисия, закрытой в 2011 году. Развито сельскохозяйственное производство и рыболовство. Основные продукты: оливки и оливковое масло, виноград, инжир, цитрусовые, арбузы, мед, орехи, а также разнообразные овощи.
На песчаных пляжах Кипарисии откладывают яйца черепахи логгерхед (Caretta caretta), круглый год обитающие также в порту.

## История
Упоминается Гомером. Принадлежал древнему городу Пилосу, владению мифического царя Нестора. Был процветающим культурным, экономическим и торговым центром. В 199 году до н. э. чеканил монету. По Павсанию в городе были храмы Аполлона и Афины Кипарисийской, а близ города находился источник Дионисиада. Обнаружены кладбища классического и римского периода. В византийский период на месте древнего акрополя возвели замок. В период франкократии и османского владычества замок был перестроен, укреплён и приобрел вид, дошедший до настоящего времени.
До 1825 года носил название Аркадия (Αρκαδιά). В XIII—XV веках был столицей одноимённой баронии, созданной Гильомом II де Виллардуэном в качестве феода в составе Ахейского княжества.
В 1912 году создано сообщество Кипарисия.
Подробности истории замка Кипарисии
Самое древнее упоминание - в "Илиаде" Гомера. Согласно Гомеру и его схолиастам, из 90 кораблей, пришедших под Трою под командованием Нестора, 11 были из Кипарисии (II, 591-602).
В византийский период на месте древнего акрополя была построена крепость. Позже, когда франки завоевали Пелопоннес в 1205 году, Аркадия стала собственностью князя Ахайи.
«Аркадия» было названием Кипарисии с X или XI века. Франки перестроили старую византийскую крепость в XIII веке.
Баронство Аркадия не входило в число двенадцати первоначальных баронств княжества. Первоначально Аркадия входила в княжеские владения семьи Вильардуэн. Она была создана как отдельное баронство князем Ахайи Гильомом II де Вильардуэном вскоре после византийского завоевания Константинополя в 1261 году, чтобы вознаградить Вилена д'Ольне, одного из франкских лордов Латинской империи Константинополя, который искал убежища в Ахайе.
После смерти Вилена в 1269 году баронство было разделено между его сыновьями Эраром и Жоффре. Эрар исчезает после 1279 года, когда он был захвачен византийцами, но Жоффруа не удалось вернуть долю своего брата до 1293 года из-за препятствий со стороны анжуйских байли, которые конфисковали владения. В 1297 году его сменил Вилен II, которого в свою очередь сменили его двое детей, Эрар II и Агнес.
Эрард II умер до 1338 года, но Питер далле Карчери, триарх Негропонте, уже в 1324 году упоминается как владелец половины баронства, и обычно предполагается, что Эрард II оставил свою половину баронства вдове, Бальзане Гоццадини, которая вышла замуж за Питера. Бальзана умерла вскоре после этого.
Сестра Эрарда Агнес вышла замуж в 1324 году за Стефана ле Мора («Мавра») и родила сына Эрарда III, который к 1344 году сумел воссоединить баронство и в 1345 году был назначен правителем Ахайи. Он стал одним из самых влиятельных франкских лордов своего времени.
В 1348 году бургундский рыцарь Луи де Шафор с несколькими товарищами сумел захватить замок Аркадия и удерживать жену и детей Эрарда в плену, пока тот не выплатил большой выкуп.
В 1388 году Эрарда сменила одна из его дочерей, которая вышла замуж за Андроника Асанеса Заккария, и баронство перешло во владение семьи Заккария (генуэзцев с острова Хиос). Претензии Заккария были оспорены Эрардом Ласкарисом, племянником Эрарда III по линии сестры, но без успеха.
Андроник Асанес Заккария умер в 1401 году, и замок Аркадия унаследовал один из его четырех сыновей, вероятно, Чентурионе Заккария, который в 1404 году стал (последним) князем Ахайи.
Аркадия была последним оплотом княжества. После завоевания Патр и Халандрицы византийцами из Деспотата Мореи в 1429–30 годах, что ознаменовало фактический конец княжества, последний князь, Чентурионе II Заккария, сохранил Аркадию в качестве личного феода, но после его смерти в 1432 году его зять, деспот Фома Палеолог, аннексировал область и заключил в тюрьму вдову Чентурионе, которая умерла в заключении
Таким образом, замок Кипарисия был последним франкским замком Мореи и ареной последнего акта более чем 200-летней франкократии (франкской оккупации) в Морее.
В 1432 году замок был ненадолго захвачен византийцами, но в 1460 году большинство замков Пелопоннеса, включая Аркадию, были захвачены турками под командованием Мехмеда II Завоевателя.
Турки использовали замок и внесли в него некоторые изменения. Они удерживали его до 1685 года, когда весь Пелопоннес был оккупирован венецианцами. Второй венецианский период Пелопоннеса, который продлился до 1715 года. Венецианцы, вероятно, использовали замок, но, в отличие от своей практики в других захваченных замках, кипарисийскую цитадель укреплять не стали.
Турки вернулись в 1715 году. Замок был захвачен греками 25 марта 1821 года, в первый день официального начала Греческой войны за независимость. В 1825 году Аркадия была разграблена войском Ибрагима-паши. Оcманы окончательно покинули город и его замок около 1828 года. Остатки мечети и хаммама являются памятниками архитектуры.
В 1970 году замок был частично восстановлен. Был построен небольшой открытый театр, в котором летом проходят культурные мероприятия.
В Кипарисии живет и работает известный греческий актер, режиссер, музыкант, поэт и исполнитель песен Никос Калогеропулос (р. 1952), ставящий спектакли и дающий концерты в бывшем здании железнодорожных мастерских "Тренотехнион" (Τρενοτεχνείον Κυπαρισσίας).
С 1979 действует Образовательная и культурная ассоциация Μ.Ε.Σ.Κ., проводящая международные фольклорные фестивали и другие культурные мероприятия.

## Сообщество Кипарисия
В общинное сообщество Кипарисия входят 12 населённых пунктов. Население 5784 жителя по переписи 2011 года. Площадь 26,872 квадратного километра.
| Населённый пункт | Население (2011), человек |
| ---------------- | ------------------------- |
| Вати             | 22                        |
| Картелас         | 43                        |
| Кипарисия        | 5131                      |
| Маври-Лимна      | 16                        |
| Меми             | 206                       |
| Металио          | 38                        |
| Блеменьяни       | 30                        |
| Мили             | 52                        |
| Рузакион         | 78                        |
| Серияни          | 20                        |
| Терпситея        | 90                        |
| Фармака          | 58                        |

## Население
| Год  | Население, человек |
| ---- | ------------------ |
| 1991 | 4571               |
| 2001 | 4879               |
| 2011 | ↗ 5131             |
| 2021 | 5763               |

## Известные уроженцы
- Василис Венецанопулос (1911—2006) — офицер Народно-освободительной армии Греции и Демократической армии Греции.